# 宇津木道子
宇津木 道子（うつき みちこ、1933年5月29日 - 2021年8月24日）は、日本の翻訳家、脚本家。日本脚本家連盟に加盟。
静岡県出身。静岡県立三島北高等学校卒業。1960年代から2000年代まで、多くの海外作品で吹き替え翻訳を担当した。2021年8月24日死去。88歳没。

## 主な翻訳作品

### 映画
- 愛と青春の旅立ち（フジテレビ版）
- 愛の選択
- アマゾネス（テレビ朝日版）
- 荒鷲の翼（テレビ東京版）
- イノセント
- ウォール街（テレビ朝日版）
- エイセス/大空の誓い（ソフト版）
- エイリアン2（TBS版）
- エマニュエル
- OK牧場の決斗（テレビ朝日新版）
- オール・ザット・ジャズ（テレビ朝日版）
- キャノンボール
- グッバイガール
- クレオパトラ
- 荒野の決闘
- コマンドー（TBS版）
- ザ・ディープ
- 史上最大の作戦（テレビ東京版）
- シティヒート（フジテレビ版）
- 死の標的（フジテレビ版）
- 三十四丁目の奇蹟
- シャーキーズ・マシーン
- ショーシャンクの空に（ソフト版）
- スター・ウォーズ エピソード4/新たなる希望（劇場公開版）
- スター誕生
- スピード（フジテレビ版）
- ゼブラ軍団
- 続・恐竜の島（テレビ朝日版）
- 続・荒野の用心棒（テレビ朝日版）
- ターミネーター（テレビ朝日版・旧VHS版）
- ダイ・ハード（フジテレビ版）
- ダイ・ハード2（フジテレビ版）
- ダイ・ハード3（フジテレビ版）
- タイトロープ（フジテレビ版）
- チェンジリング
- デッドフォール（テレビ朝日版）
- 特攻サンダーボルト作戦
- トワイライトゾーン/超次元の体験
- バード・オン・ワイヤー
- ハンター（テレビ朝日版）
- ハンバーガー・ヒル
- ビッグ・アメリカン
- ブラック・レイン
- ブルーサンダー（フジテレビ版・テレビ朝日版）
- プレデター（フジテレビ版）
- ポセイドン・アドベンチャー（テレビ朝日版）
- ボルサリーノ（テレビ朝日版）
- 燃えよドラゴン（テレビ朝日版）
- 欲望という名の電車
- リーサル・ウェポン（TBS版）
- リーサル・ウェポン2/炎の約束（TBS版）
- リーサル・ウェポン3（テレビ朝日版）
- T-REX
- U・ボート（フジテレビ版・テレビ東京版）
- 13日の金曜日
- 2010年（テレビ朝日版）
- 48時間（日本テレビ版）

### 海外ドラマ
- 名探偵ポワロ
- ララミー牧場
- NYPDブルー

#### 海外アニメ
- ドラゴン水滸伝